# Elnur Hüseynov
Elnur Hüseynov (født 7. marts 1987 i Aşgabat, Turkmenistan) er en aserbajdsjansk sanger.
Han blev født i Turkmenistan af aserbajdsjanske forældre. Som 5-årig blev han optaget på en musikskole for særligt begavede børn, her lærte han at spille klaver. I 1999 flyttede familien til Baku i Aserbajdsjan, hvor Elnur blev uddannet tandlæge. I 2004 færdiggjorde han sin uddannelse på Zeynalli Musikskole. 
I 2008 blev han valgt til at repræsentere Aserbajdsjan i Eurovision Song Contest 2008 sammen med Samir Javadzadeh og sangen "Day After Day" ved landets første deltagelse i Eurovision Song Contest. Sangen opnåede en ottendeplads i finalen med 132 point.
Elnur Hüseynov skal igen repræsentere Aserbajdsjan i Eurovision Song Contest 2015 i Wien, denne gang som solist, med nummeret "Hour of the Wolf", hvilket blev offentliggjort den 15. marts 2015.